# Chabot (ciruela)
Chabot es una variedad cultivar de ciruelo (Prunus salicina), de las denominadas ciruelas japonesas (aunque las ciruelas japonesas en realidad se originaron en China, fueron llevadas a los EE. UU. a través de Japón en el siglo XIX).
Una variedad que se importó de Japón a finales del siglo XIX . Luther Burbank en Santa Rosa (California), la introdujo en los circuitos comerciales en 1886. Las frutas son de tamaño medio a grande, de piel con color en tonos claros y oscuros de rojo sobre amarillo, moteado, con toques ocasionales de rojizo y con una espesa pero delicada pruina, puntos numerosos, pequeños, rojizos o amarillos, y tienen una pulpa de color amarillo dorado, muy jugosa, de textura gruesa y fibrosa, tierna, algo fundente cuando está completamente madura, y sabor dulce, aunque algo ácida en el centro, vivaz, con sabor característico de las ciruelas denominadas japonesas. Tolera las zonas de rusticidad según el departamento USDA, de nivel 5 a 9.

## Sinonimia
- "Babcock",
- "Bailey",
- "Chase",
- "Chabot",
- "Douglas",
- "Furugiya",
- "Hytankayo",
- "Hon-smomo",
- "O-Hatankyo",
- "Orient",
- "O-hattankio",
- "Paragon",
- "Red Nagate",
- "Uchi Beni",
- "Yellow Japan".[1]

## Historia
'Chabot' variedad de ciruela, de las denominadas ciruelas japonesas de la progenie de Prunus salicina, fue importado de Japón por el Sr. Chabot de Berkeley, y Luther Burbank lo introdujo en el comercio en 1886. Al igual que con 'Abundance', la nomenclatura de 'Chabot' es muy confusa. Varios nombres que se ha encontrado que son sinónimos del primero también se han aplicado al segundo.
Burbank realizaba investigaciones en su jardín personal y era considerado un artista del fitomejoramiento, que intentaba muchos cruces diferentes mientras registraba poca información sobre cada experimento.
Otro gran horticultor de la época J. L. Normand, Marksville, Luisiana, importó árboles de Japón, entre los cuales se encontraba un árbol que era diferente a todos los que crecían en sus terrenos. Nombró a esta variedad en honor a "Bailey" y la introdujo en 1891. Más tarde se descubrió que era idéntica a 'Chabot'. En 1897, la "American Pomological Society" agregó la variedad 'Chabot' a su catálogo de frutas.
'Chabot' está descrita por: 1. Ga. Hort. Soc. Rpt. 29. 1886. 2. Ibid. 52, 99. 1889. 3. Am. Gard. 12:501. 1891. 4. Ibid. 13:700. 1892. 5. Rev. Hort. 132, Pl. 537. 1892. 6. Cornell Sta. Bul. 62:20, 22, 28. 1894. 7. Ibid. 106:44, 48, 51, 60. 1896. 8. Rogers Cat. 9. 1896. 9. Cornell Sta. Bul. 139:38. 1897. 10. Am. Pom. Soc. Cat. 26. 1897. 11. Cornell Sta. Bul. 175:150. 1899. 12. Waugh Plum Cult. 134, 135 fig. 1901. 13. Can. Exp. Farm Bul. 43:37. 1903. 14. Ohio Sta. Bul. 162:250, 254, 255, 256, 257. 1905. 15. Ga. Sta. Bul. 68:12, 14, 28, 29, 30, 31, 32. 1905.

## Características
'Chabot' árbol vigoroso, erguido o algo vasiforme, de copa abierta, resistente, productivo, susceptible a ataques de hongos perforadores; hojas plegadas hacia arriba, obovadas u oblanceoladas, parecidas a un melocotón. Floración intermedia y larga; flores que aparecen con las hojas, blancas; llevado en racimos en espuelas laterales en pares o en tríos, que tiene un tiempo de floración que comienza a partir del 21 de abril con el 10% de floración, para el 28 de abril tiene una floración completa (80%), y para el 10 de mayo tiene un 90% de caída de pétalos.
'Chabot' tiene una talla de fruto de medio a grande, de forma cordiforme o redondeada, mitades iguales, ápice redondeado o puntiagudo, cavidad profunda, ensanchada, con anillos concéntricos rojizos, sutura distinta; epidermis tiene una piel de grosor medio, tierna, amarga, que se separa fácilmente, de color en tonos claros y oscuros de rojo sobre amarillo, moteado, con toques ocasionales de rojizo y con una espesa pero delicada pruina, puntos numerosos, pequeños, rojizos o amarillos, conspicuos a menos que estén oscurecidos por la pruina, agrupados alrededor del ápice; pedúnculo grueso, de longitud mediano, adherido a la fruta;pulpa de color amarillo dorado, muy jugosa, de textura gruesa y fibrosa, tierna, algo fundente cuando está completamente madura, y sabor dulce, aunque algo ácida en el centro, vivaz, con sabor característico de las ciruelas denominadas japonesas.
Hueso adherido, mediano, ovalado, turgente, con cuello leve, con superficies picadas, sutura ventral ancha, y sutura dorsal sin surcos.
Su tiempo de recogida de cosecha madura a mediados de agosto.

## Usos
Las ciruelas 'Chabot' son buenas en fresco para comer directamente del árbol, también muy buenas en postres de cocina como tartas, pasteles, y mermeladas.